# (2146) Стентор
(2146) Стентор (др.-греч. Στέντωρ) — типичный троянский астероид Юпитера, двигающийся в точке Лагранжа L4, в 60° впереди планеты. Он был обнаружен 24 октября 1976 года датским астрономом Ричардом Уэстом в обсерватории Ла-Силья и назван в честь Стентора, персонажа древнегреческой мифологии.

Орбита астероида Стентор и его положение в Солнечной системе
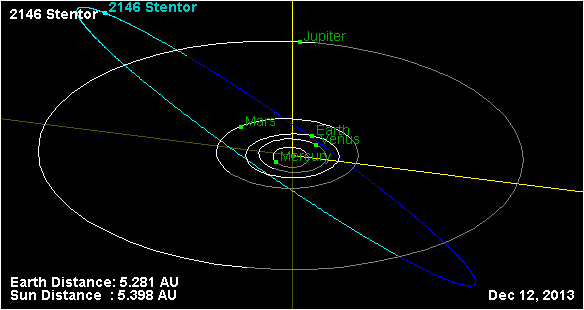
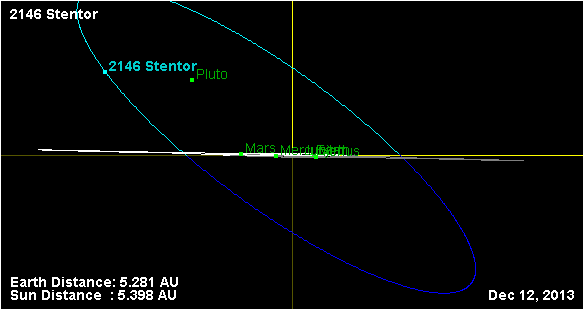